# 克里斯蒂安斯塔德體育館
克里斯蒂安斯塔德體育館（瑞典語：Kristianstad Arena）是位於瑞典克里斯蒂安斯塔德用於舉辦手球比賽和公共活動的大廳。舉辦體育賽事時可容納4,700名觀眾，舉辦演唱會時可容納5,000名觀眾。本體育館是IFK克里斯蒂安斯塔德的主場，2011年世界男子手球錦標賽也於此舉行。

## 外部連結
维基共享资源上的相關多媒體資源：克里斯蒂安斯塔德體育館
- 官方网站 （瑞典語）